# Ali Salem al-Beidh

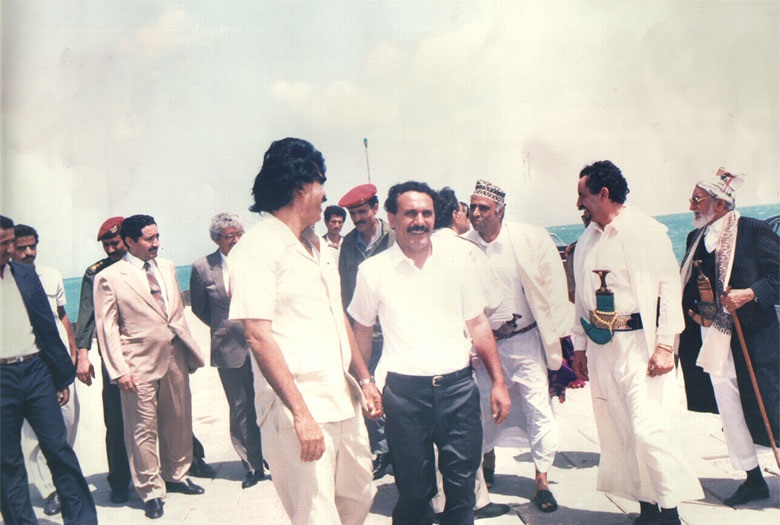
Ali Abdallah Saleh (à droite) et Ali Salem al-Beidh (à gauche) après la signature de l'accord de Sanaa en 1990.

Ali Salem al-Beidh (‘Alī Sālim al-Bīḍ, arabe : علي سالم البيض), né le 10 février 1939, est un homme d'État yéménite qui a été secrétaire général du Parti socialiste yéménite (PSY) au Yémen du Sud et puis vice-président du Conseil présidentiel à la suite de la réunification en 1990.
En mai 1994, il est limogé par le Conseil présidentiel. Il fonde alors la République démocratique du Yémen dont il devient le président lors de la guerre civile de 1994. Il est l'un des chefs principaux de l'organisation séparatiste yéménite Mouvement du Sud.